# APS水下突擊步槍
APS水下突擊步槍（俄語：Автомат Подводный Специальный，意為：特種水下自動步槍）為蘇聯於1970年代研製的一種水下槍械。該槍於1975年被軍方正式採用，並由圖拉兵工廠負責生產（俄語：Тульский Оружейный Завод），俄羅斯國防出口公司（俄語：OAO Рособоронэкспорт）負責出口。

## 歷史
隨著蛙人對海軍基地的襲擊威脅上升後，各種反蛙人戰術亦被開發出來。而當時蘇聯軍方則會派出戰鬥蛙人去防止襲擊。最初，每名戰鬥蛙人的標準裝備為一把刀以及一把卡拉什尼科夫自動步槍，其中他們的步槍是透過一個防水的箱子攜帶並只能在水面上使用，這導致守衛萬一要在水底裡作戰時唯一可以使用的武器就只有刀子。
為此，蘇聯於1971年採納了SPP-1水下手槍以作回應。然而，此槍很快就被證實只能用作近距離防身用途，而不能攻擊更遠距離的目標。其後，弗拉基米爾·西蒙諾夫開展了研製水下突擊步槍的計劃。APS水下步槍於1970年代中期被軍方正式採用，並在後來改用了一種穿孔的導氣管以減少氣泡的能見度，從而令射手能更方便的作隱蔽射擊，另外亦改進了其機械瞄具。其研製團體更於1983年獲得國家獎項。
與研製SPP-1的時候相同，第一階段是先要研製一種新彈藥。為此，研製團體把5.45×39毫米小口徑步槍彈加長115毫米，以配合APS的槍機設計。另一種彈藥的版本內含一枚小型火箭，在發射後會在水面上殘留一條可見的條紋。接著下一個階段就是要設計出步槍。
由於在以前從來沒有人研製過一種可在水下運作的自動槍械，令研製團體在設計的時候遇上了不少困難。其中最大的難處就是需為步槍設計一種能夠在水底內運作的機匣。
另外，當時亦有人對這種新武器的概念提出異議。儘管APS被普遍的認為是蘇聯蛙人在水底行動時的最佳武器，它卻較少被特種部隊於兩棲作戰時使用。
APS至今仍有裝備於俄羅斯海軍、特種部隊以及一些前蘇聯繼承國和其他的一些國家當中。

## 設計特徵
在水底中，普通子彈的射程和精度非常有限。而APS發射的為一種特製的5.66毫米口徑的箭形彈（經常被誤當成5.56毫米），該子彈長120毫米（4.75吋）。此槍以26發容量的聚合物製彈匣供彈。較特別的是，其槍管並沒有膛線，故其發射的子彈是以流體力學的效應來保持一致。這也說明了此槍並不大適合在水上使用，因為這不但會令精度下降，還會降低全槍的壽命。不過大多數的蛙人在水面上作戰時通常都會使用AK-74突擊步槍。
APS比起漁槍有著更長的射程和更高的貫穿力，因此它能夠有效對付穿戴經過增強的潛水衣和防護頭盔的敵人，同時亦能穿透他們厚實堅硬的水下呼吸器材和一些小型水下載具的塑膠外殼。
據稱，APS比部份手槍有著更大的殺傷力，但同時也因其笨重的槍身而需要較長的時間瞄準，特別是在水中擺動的時候。
APS的機匣左側設有一個快慢機，並可選擇半自動或全自動射擊。就像AKMS一樣，其槍托為向下摺疊式設計，這樣便能夠更方便地讓用戶攜帶。

## 使用國

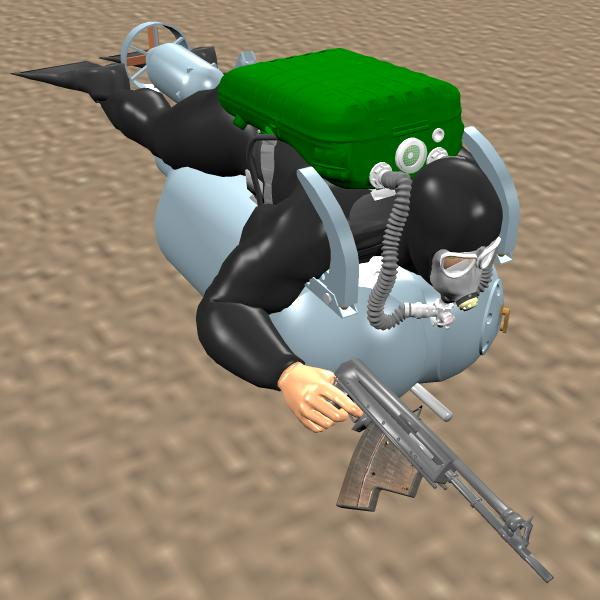
俄羅斯的戰鬥蛙人與APS水下突擊步槍(電腦圖片)

- 白俄羅斯
- 印度
- 约旦
- - 大韓民國海軍特戰戰團
- 俄羅斯
  - 俄羅斯海軍
  - 俄羅斯聯邦武裝力量特種作戰部隊
  - 俄羅斯聯邦安全局
- 塞爾維亞
- 乌克兰
  - 烏克蘭特種作戰部隊
  - 烏克蘭安全局
- 美国
  - 美國陸軍特種部隊
- [2]

### 前使用國
- 苏联

## 流行文化

### 電子遊戲
- ：只在單人戰役模式登場，裝有鏡橋，裝彈數為30發，由精銳部隊“魅影”和敵軍「聯邦」雙方於水底交戰期間所使用。
- 《Depth》：此遊戲之中用來射擊鯊魚所使用。
- 《使命召唤：黑色行动冷战》：于2022年5月6日追加，命名为“UGR”，并被归类于冲锋枪。

### 動畫
- ：在第一季第4和第5集中由萊薇所使用。

## 另見
- 水下槍械
- SPP-1水下手槍
- ASM-DT兩棲突擊步槍
- ADS兩棲突擊步槍
- HK P11手槍
- 06式水下步枪

## 外部連結
- 5.66×39mm MPS cartridge
- Modern Firearms article
- Weaponland article（页面存档备份，存于） （俄文）